# 何喬
何喬，一作伍喬，江西德化（现九江）人，江西歷史上第三位狀元。其生活於五代十國年間，仕於南唐。（《狀元史話》，蕭源錦，1992）